# Web Server Gateway Interface
Das Web Server Gateway Interface (WSGI) ist eine Spezifikation für die Programmiersprache Python, die eine Schnittstelle zwischen Webservern und Webframeworks bzw. Web Application Servern festlegt, um die Portabilität von Webanwendungen auf unterschiedlichen Webservern zu fördern.

## Details
Die eigentliche Schnittstelle besteht auf Anwendungsseite aus einem aufrufbaren Objekt (app im Beispiel). Dieses erhält als Parameter die Umgebungsvariablen (environ) und ein Funktionsobjekt (start_response) und muss ein iterierbares Objekt zurückgeben. Die Umgebungsvariablen werden als assoziatives Array übergeben. Das Funktionsobjekt dient dazu, die HTTP-Header auszugeben; es wird von der Server-Seite aufgerufen, bevor der Rückgabewert der Funktion an den Client gesendet wird.
Beispiel:
```
def
 
app
(
environ
,
 
start_response
):

    
start_response
(
'200 OK'
,
 
[(
'content-type'
,
 
'text/plain'
)])

    
return
 
[
b
'Hello world!'
]

```

## Hintergrund
Die verschiedenen für Python entwickelten Web Application Frameworks und Web Application Server benötigten ursprünglich bestimmte Webserver, so dass Frameworks und Webserver nicht unabhängig voneinander gewählt werden konnten.
Das Python Web Server Gateway Interface als Schnittstelle (Middleware) zwischen Webserver und Framework schließt diese Lücke und erhöht die Portabilität.
Der erste Entwurf des zugehörigen Python Enhancement Proposal 333 stammt vom 7. Dezember 2003.

## Anwendung
Bisher sind nur wenige Websites für eine extensive Nutzung von WSGI bekannt geworden.
Verwendet wird WSGI derzeit vor allem 
- über mod_wsgi auf Apache Web Servern oder
- über uwsgi auf Nginx-[3] oder Cherokee[4]-Servern.

Beide Varianten können als eigenständiger Systemdienst (daemon) getrennt vom Webserver arbeiten und bieten so neben bedingten Sicherheits- und Performance-Vorteilen auch komfortable Möglichkeiten zur Skalierung und unterbrechungsfreie Updates.

## WSGI-kompatible Software
- Django
- Flask
- MoinMoin
- Odoo
- Seafile
- Trac
- Tryton
- web2py
- Zope